# Bracon virgatus
Bracon virgatus är en stekelart som beskrevs av Marshall 1897. Bracon virgatus ingår i släktet Bracon och familjen bracksteklar. Inga underarter finns listade.